# Miconia pteroclada
Miconia pteroclada är en tvåhjärtbladig växtart som beskrevs av Ignatz Urban. Miconia pteroclada ingår i släktet Miconia och familjen Melastomataceae. Inga underarter finns listade i Catalogue of Life.